# Pogrom w Złoczowie
Pogrom w Złoczowie – pogrom Żydów dokonany w dniach 2–4 lipca 1941 roku przez ukraińskich nacjonalistów oraz żołnierzy niemieckich z udziałem ludności Złoczowa.

## Przed pogromem
Pod koniec czerwca 1941 roku, przed wycofaniem się z miasta, NKWD zamordowało od 649 do 752, a według innych źródeł od 650 do 720 pensjonariuszy więzienia w Złoczowie, mieszczącego się w zamku Sobieskich. Ciała ofiar oprawcy pogrzebali w zbiorowych grobach wykopanych na dziedzińcu wewnętrznym i na terenie sadu. 1 lipca 1941 roku Złoczów został zajęty przez wojska niemieckie. Odnalezienie ofiar NKWD, które zbiegło się z wkroczeniem do miasta Niemców, posłużyło za pretekst do organizacji pogromu Żydów, których zgodnie ze stereotypem „żydokomuny” utożsamiano z systemem sowieckim i stosowaną przezeń polityką terroru.
2 lipca ukraińska część ludności miasta odbyła spotkanie, na którym wybrano tymczasowy komitet wykonawczy oraz uchwalono rezolucję obciążającą Żydów winą za śmierć więźniów. Zwrócono się do Niemców z prośbą o zgodę na akcję odwetową, na co Niemcy odpowiedzieli pozytywnie. Niemiecki wojskowy komendant miasta zabronił Żydom opuszczania miasta i nakazał im nosić białe opaski z gwiazdą Dawida. Rozlepiono plakaty, wzywające Żydów pod groźbą śmierci do stawienia się następnego dnia o ósmej na placu ratuszowym.

## Przebieg pogromu
3 lipca 1941 roku od rana żołnierze dywizji SS Wiking oraz Ukraińcy, głównie młodzież (według innych źródeł – członkowie grupy marszowej OUN bądź milicji OUN), wyganiali Żydów na ulice Złoczowa zmuszając ich do wykonywania różnych prac, na przykład porządkowania ulic oraz zapędzając na teren więzienia celem wydobywania zwłok. Zapędzaniu Żydów do więzienia towarzyszyło bicie. Na miejscu esesmani oddzielali kobiety i dzieci od mężczyzn. Tych ostatnich przymuszono do wydobywania ciał ofiar z grobu gołymi rękoma i do oczyszczania ich. Zwłoki kładziono na dziedzińcu celem identyfikacji. Po wydobyciu zwłok esesmani otworzyli ogień do Żydów znajdujących się na dnie wykopu.
W tym czasie mordy przeniosły się na ulice miasta. Cywile uzbrojeni w siekiery, widły i pałki atakowali Żydów. Zgodnie z zeznaniem świadka rabina Elenberga przywiązano do motocykla i ciągnięto, aż zmarł.
Po południu oficer sztabowy 295 Dywizji Piechoty Helmuth Groscurth, przeciwnik nazistowskiej polityki wobec Żydów, dowiedziawszy się o wydarzeniach w mieście, nakazał niemieckiemu komendantowi miasta przerwać pogrom. Komendant wyznaczył to zadanie pułkownikowi Otto Korfesowi a ten wysłał do zamku swojego wysłannika. Według sprzecznych informacji wysłannik jedynie kazał opuścić zamek żydowskim kobietom i dzieciom, bądź nakazał esesmanom zakończyć egzekucję w ciągu godziny. Po jego wyjeździe esesmani kontynuowali masakrę, którą przerwała dopiero wieczorna ulewa.
Rano 4 lipca Korfesa powiadomiono, że na zamku ponownie odbywają się mordy. Po przybyciu tam zastał kilkuset Żydów oraz esesmanów i ukraińskich uzbrojonych cywilów przygotowujących się do egzekucji. Według M. Carynnyka tym razem pogrom został przerwany.
Liczbę ofiar pogromu ocenia się na od kilkuset przez 1,4 tysiąca do kilku tysięcy. Niektóre źródła podają, że pogrom trwał 4 dni. Sceny z pogromu zostały sfotografowane przez żołnierzy Wehrmachtu.
Jako organizatorów pogromu wymienia się esesmanów z dywizji SS Wiking, bojówki tzw. ukraińskiej samoobrony, którą organizował miejscowy ośrodek OUN, milicję OUN oraz grupę marszową OUN pod dowództwem Iwana Kłymowa. Gabriele Lesser wymienia także Sonderkommando 4b Einsatzgruppe C, jako obecne w Złoczowie w przeddzień pogromu.